# Anoploderomorpha monticola
Anoploderomorpha monticola är en skalbaggsart som beskrevs av Takeshiko Nakane 1955. Anoploderomorpha monticola ingår i släktet Anoploderomorpha och familjen långhorningar. Inga underarter finns listade i Catalogue of Life.